# Луси Лиу
Луси Лиу (на китайски 劉玉玲 на пинин: Liú Yùlíng, Лиу Юлин; на английски: Lucy Liu) е американска актриса от китайски произход.

## Биография
Родена е в Ню Йорк на 2 декември 1968 г. в семейството на китайци в Джаксън Хайтс. След като завършва гимназията Manhattan's Stuyvesant, Луси печели стипендия и заминава за Мичиган, където учи Азиатски езици и култура. Освен това се занимава и с актьорско майсторство, танци и сценична реч. Първата ѝ професионална сценична изява е в ролята на сервитьорка в Бевърли Хилс 90210. На зрителите е позната най-вече от сериала Али Макбийл, с ролята на адвокатката Линг Ву, създадена специално за нея. Много нашумява и с ролята си в двете части на Ангелите на Чарли, Шанхайско слънце, Убий Бил и други филми.

## Частична филмография
- 1999 – „Разплата“ (Payback)
- 2000 – „Ангелите на Чарли“ (Charlie's Angels)
- 2000 – „Шанхайско слънце“ (Shanghai Noon)
- 1997 – 2002 – „Али Макбийл“ (Ally McBeal)
- 2002 – „Чикаго“ (Chicago)
- 2003 – „Ангелите на Чарли: Газ до дупка“ (Charlie's Angels: Full Throttle)
- 2003 – „Убий Бил“ (Kill Bill Volume 1)
- 2004 – „Мулан 2“ (Mulan II)
- 2004 – „Убий Бил 2“ (Kill Bill Volume 2)
- 2005 – „Домино“ (Domino)
- 2006 – „Късметът на Слевин“ (Lucky Number Slevin)
- 2007 – „Кървав лов“ (Rise: Blood Hunter)
- 2007 – „Кодово име: Чистачът“ (Code Name: The Cleaner)
- 2008 – „Кунг-фу панда“ (Kung Fu Panda)
- 2010 – „Камбанка и спасяването на феите“ (Tinker Bell and the Great Fairy Rescue)
- 2011 – „Кунг-фу панда 2“ (Kung Fu Panda 2)
- 2011 – „Отчуждение“ (Detachment)
- 2012 – „Мъжът с железните юмруци“ (The Man with the Iron Fists)
- 2012 – „Камбанка и тайната на крилете“ (Secret of the Wings)
- 2012 – „Елементарно, Уотсън“ (Elementary)